# A Magyar Érdemrend nagykeresztje
A Magyar Érdemrend nagykeresztje a magyar állam által adományozható legnagyobb kitüntetésnek, a Magyar Érdemrendnek a második (1991-től 2000-ig az első) fokozata. 2011-ig a Magyar Köztársasági Érdemrend nagykeresztje néven került átadásra. 1991 és 2000 között a köztársasági elnök hivatalból megkapta a fokozatot.

A vállszalag

## Leírása

A nagykereszt kisdíszítménye

- A Magyar Érdemrend Nagykeresztje (polgári tagozat) leírása:

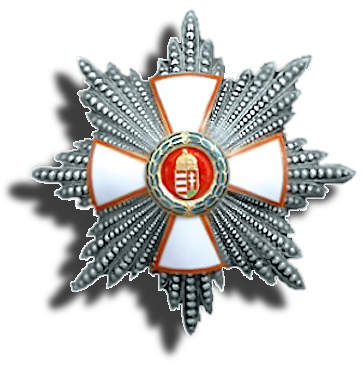
Magyar Köztársasági Érdemrend Nagykeresztje (katonai)

A kereszt külalakja megegyezik a „nagykereszt a lánccal” fokozatnál leírtakkal. Azonban a kereszt előlapján középen zöld babérkoszorúval körülvett kerek sötét smaragdzöld mező van. Anyaga: aranyozott ezüst, zománc. Mérete: 56 mm. A keresztet a jobb vállról a bal csípő felé húzódó 100 mm széles szalagon viselik. A szalagon levő 88 mm széles sötét smaragdzöld sávot jobbról-balról 2 mm széles fehér és 4 mm széles piros sáv szegélyez.
A csillag nyolcágú, brillezett, domború, ezüst csillagtest, amelyet a kissé domborított formájú kereszt ékesít. Hátlapjának kör alakú középpajzsán „1946/1991” évszám, tűjén „PV” cégjelzés, ezüst fényjel és „H” hitelesítő jel van. Anyaga: ezüst, zománc. Mérete: 90 mm.
Tartozékai: kisdíszítmény, szalagsáv, gomblyukjelvény (rozetta). A kisdíszítmény a vállszalaggal megegyező színű háromszög szalagon függő zöld szegélyes lovagkereszt, szalagján a csillag miniatűrjével. A lovagkereszt szalagján a 34 mm széles sötét smaragdzöld sávot jobbról-balról 1,5 mm széles fehér és 1,5 mm széles piros sáv szegélyez. A kisdíszítmény anyaga: aranyozott ezüst, zománc. A kereszt mérete: 42 mm, a csillag miniatűrje 25 mm. A szalagsáv zöld fehér szegélyes, 40 mm széles, a rajt levő csillag mérete: 10 mm. A gomblyukjelvény kerek zöld zománcos mezőben a csillag miniatűrjét ábrázolja. A gomblyukjelvény mérete: 15 mm.
- A Magyar Érdemrend nagykeresztje (katonai tagozat) leírása:

A kereszt külalakja megegyezik a „nagykereszt a lánccal” fokozatnál leírtakkal. Anyaga: aranyozott ezüst, zománc. Mérete: 56 mm. A keresztet a jobb vállról a bal csípő felé húzódó 100 mm széles szalagon viselik. A szalagon levő 88 mm széles vörös sávot jobbról-balról 2 mm széles fehér és 4 mm széles zöld sáv szegélyez.
A csillag nyolcágú, brillezett, domború, ezüst csillagtest, amelyet a kissé domborított formájú kereszt ékesít. Hátlapjának kör alakú középpajzsán „1946/1991” évszám, tűjén „PV” cégjelzés, ezüst fényjel és „H” hitelesítő jel van. Anyaga: ezüst, zománc. Mérete: 90 mm.
Tartozékai: kisdíszítmény, szalagsáv, gomblyukjelvény (rozetta). A kisdíszítmény a vállszalaggal megegyező színű háromszög szalagon függő vörös szegélyes lovagkereszt, szalagján a csillag miniatűrjével. A lovagkereszt szalagján a 34 mm széles vörös sávot jobbról-balról 1,5 mm széles fehér és 1,5 mm széles zöld sáv szegélyez.
A kisdíszítmény anyaga: aranyozott ezüst, zománc. A kereszt mérete: 42 mm, a csillag miniatűrje 25 mm. A szalagsáv vörös fehér szegélyes, 40 mm széles, a rajt levő csillag mérete: 10 mm. A gomblyukjelvény kerek vörös zománcos mezőben a csillag miniatűrjét ábrázolja. A gomblyukjelvény mérete: 15 mm.

## Magyar vagy magyar kötődésű díjazottak

### 2024
- Kató Béla, református lelkész, az Erdélyi Református Egyházkerület püspöke 2012-től 2024-ig
- Krajnyák Zsuzsanna kerekesszékes vívó[1]
- Martonyi János professzor emeritus, korábbi külügyminiszter[2]
- Pálos Péter para asztaliteniszező[3]

### 2023
- Maróth Miklós Széchenyi-díjas klasszika-filológus, orientalista, a Magyar Corvin-lánc birtokosa, az Union Académique Internationale tiszteletbeli elnöke, az Academia Europaea tagja, a Magyar Tudományos Akadémia rendes tagja, az Avicenna Közel-Kelet Kutatások Intézetének igazgatója, az Eötvös Loránd Kutatási Hálózat Irányító Testületének elnöke, a Pázmány Péter Katolikus Egyetem nyugalmazott egyetemi tanára;[4]
- Őboldogsága XXI. Rafael Péter Minászján, az Örmény Katolikusok Kilíkiai Házának katolikosz-pátriárkája[4]

### 2022
- Benkő Tibor nyugalmazott vezérezredes, a Honvéd Vezérkar volt főnöke, volt honvédelmi miniszter
- Pietro Parolin bíboros, Őszentsége államtitkára;[5]
- dr. Andrásfalvy Bertalan Széchenyi-díjas néprajzkutató, antropológus, a Magyar Művészeti Akadémia rendes tagja, a néprajztudomány doktora, volt miniszter és országgyűlési képviselő, a Pécsi Tudományegyetem professor emeritusa;[6]
- Václav Klaus, a Cseh Köztársaság korábbi köztársasági elnöke és miniszterelnöke.[7]

### 2021
- Kozák Danuta kajakozó;[8]
- Szilágyi Áron kardvívó.[8]

### 2020
- Kobajasi Kenicsiró karmester, zeneszerző, a Japán Filharmonikusok vezető karmestere, a Nemzeti Filharmonikus Zenekar örökös elnök-karnagya, a MÁV Szimfonikus Zenekar tiszteletbeli vendégkarmestere;[9]
- Szuzuki Oszamu, Magyarország hamamatsui tiszteletbeli főkonzulja, a Suzuki Motor Corporation elnöke;[9]
- Antonio Tajani, az Európai Parlament korábbi elnöke;[10]
- dr. Wolfgang Schäuble, a Bundestag elnöke.[10]

### 2019
- dr. Kónya Imre, az Ellenzéki Kerekasztal létrehozását kezdeményező és tevékenységét koordináló Független Jogász Fórum alapító elnöke, Magyarország volt belügyminisztere;[11]
- Lezsák Sándor  József Attila-díjas költő, a Magyar Országgyűlés alelnöke, a Nemzeti Fórum, a Bethlen Gábor Alapítvány és a Mindszenty Társaság elnöke, a Lakitelek Népfőiskola alapítója.[12]

### 2018
- Marek Tadeusz Kuchciński, a Szejm elnöke;[13]
- Stanisław Karczewski, a Lengyel Köztársaság Szenátusának elnöke;[13]
- prof. dr. dr.h.c. Edmund Stoiber, Bajorország volt miniszterelnöke, a CSU tiszteletbeli elnöke.[14]

### 2017
- Fa Nándor hajótervező és -építő, óceáni szólóvitorlázó, a Fa Hajó Kft. tulajdonosa és vezetője;[15]
- dr. Lenkovics Barnabás a győri Széchenyi István Egyetem Deák Ferenc Állam- és Jogtudományi Kara Polgári Jogi és Polgári Eljárásjogi Tanszékének egyetemi tanára, az Alkotmánybíróság volt elnöke;[15]
- Karim Kazsimkanovics Maszimov, a Kazah Köztársaság volt miniszterelnöke, a Kazah Köztársaság Nemzetbiztonsági Bizottságának elnöke;[15]
- Péterffy Tamás, az Interactive Brokers Group LLC elnök-vezérigazgatója;[16]
- SC. i.R. Univ.-Prof. dr. Gerhart Holzinger, az Osztrák Köztársaság Alkotmánybíróságának elnöke;[17]
- prof. emeritus Fekete György Kossuth-díjas és Munkácsy Mihály-díjas belsőépítész, érdemes művész, a Magyar Művészeti Akadémia elnöke;[18]
- Bogsch Erik Széchenyi-díjas vegyészmérnök, a Richter Gedeon Vegyészeti Gyár Nyilvánosan Működő Rt. elnök-vezérigazgatója.[19]

### 2016
- F. Udvar-Hazy Steven, az Air Lease Corporation vezérigazgatója;[20]
- Járai Zsigmond közgazdász, bankvezető, a Magyar Nemzeti Bank volt elnöke;[21]
- Bojko Metodiev Boriszov, a Bolgár Köztársaság miniszterelnöke.[22]

### 2015
- dr. Csányi Sándor, az OTP Bank Nyrt. elnök-vezérigazgatója;[23]
- Stanislaw Dziwisz bíboros, Krakkó érseke;[24]
- dr. Pápai Lajos győri megyéspüspök, a Magyar Katolikus Püspöki Konferencia Oktatásügyi Bizottságának elnöke.[24]

### 2014
- José María Aznar a FAES Alapítvány (Fundación para el Análisis y los Estudios Sociales, Madrid) elnöke, Spanyolország volt miniszterelnöke;[25]
- Csíkszentmihályi Mihály, Széchenyi-díjas pszichológus, a Magyar Tudományos Akadémia külső tagja, egyetemi tanár.[26]

### 2013
- Demján Sándor, a Trigranit Fejlesztési Zrt. Állami-díjas elnöke;[27]
- Szemerédi Endre Széchenyi-díjas matematikus, a Magyar Tudományos Akadémia rendes tagja, a Magyar Tudományos Akadémia Rényi Alfréd Matematikai Kutatóintézet professor emeritusa.[27]

### 2012
- dr. Bernhard Vogel, a Konrad Adenauer Alapítvány tiszteletbeli elnöke;[28]
- Christoph Schönborn bécsi bíboros érsek, az Osztrák Püspöki Konferencia elnöke, a Keleti Rítus ausztriai ordináriusa;[29]
- Jókai Anna Kossuth-díjas író;[30]
- dr. Vytautas Landsbergis litván európai parlamenti képviselő, volt köztársasági elnök;[30]
- Kiss László Zsolt, a Magyar Úszó Szövetség szövetségi kapitánya;[31]
- Andrzej Wajda Oscar-díjas filmrendező;[32]
- Hans-Gert Pöttering, a Konrad Adenauer Alapítvány elnöke.[32]

### 2011
- Seregély István nyugalmazott egri érsek, a Magyar Katolikus Püspöki Konferencia volt elnöke
- Horváth János országgyűlési képviselő, az Országgyűlés korelnöke

### 2010
- Gyarmati Dezső olimpiai bajnok vízilabdázó[33]
- Jakubinyi György a gyulafehérvári főegyházmegye római katolikus érseke[33]
- Dr. Kornai János közgazdász[34]

### 2009
- Kányádi Sándor Kossuth-díjas költő, író[35]
- Németh Miklós volt miniszterelnök[36]
- Tölgyessy Péter alkotmányjogász[36]

### 2008
- Kemény Dénes, a férfi vízilabda-válogatott szövetségi kapitánya[37]
- Tom Lantos magyar származású amerikai politikus

### 2007
- Charles Simonyi informatikus, űrturista[38]
- Szabó Magda Kossuth-díjas írónő, műfordító[39]
- Tempfli József, a nagyváradi római katolikus egyházmegye megyés püspöke[40]

### 2006
- Faludy György költő, műfordító[41]
- Fónay Jenő, a Politikai Foglyok Országos Szövetségének volt elnöke[41]
- Kurtág György kétszeres Kossuth-díjas zeneszerző[42]
- Mistéth Endre volt újjáépítési miniszter[43]

### 2005
- Darvas Iván színművész, országgyűlési képviselő (1990-1994) [41]
- Sütő András erdélyi író[44]

### 2004
- Bugár Béla, a Magyar Koalíció Pártja (MKP) és a Szlovák Köztársaság Nemzeti Tanácsa volt elnöke, nem vette át
- Fejtő Ferenc Széchenyi-díjas író, történész-újságíró[41]
- Frunda György, a bukaresti törvényhozás szenátora, a Romániai Magyar Demokrata Szövetség politikusa[45]
- Glatz Ferenc akadémikus, az MTA rendes tagja[41]
- Kasza József, a Vajdasági Magyarok Szövetségének elnöke
- Markó Béla, a Romániai Magyar Demokrata Szövetség elnöke
- Soros György, az Open Society Institute elnöke[46]
- Elie Wiesel[a 1] magyar származású Nobel-díjas író[47]

### 2003
- Kertész Imre Nobel- és Kossuth-díjas író[41]
- Németh János dr., az állam- és jogtudomány kandidátusa, az Alkotmánybíróság volt elnöke [48]
- Pungor Ernő dr., akadémikus, az MTA rendes tagja, professor emeritus[49]

### 2002
- Király Béla nyugalmazott vezérezredes (katonai tagozat)[41]

### 2001
- Duray Miklós geológus, politikus, közíró[50]
- Nemeskürty István millenniumi kormánybiztos[51]

### 2000
- Szabad György Széchenyi-díjas történész, az Országgyűlés egykori elnöke[52]
- Mádl Ferenc Széchenyi-díjas magyar jogtudós, egyetemi tanár, politikus, 2000 és 2005 között a Magyar Köztársaság elnöke (hivatalból)

### 1999
- Habsburg Ottó[53]
- Sólyom László, az Alkotmánybíróság volt elnöke[48]
- Tőkés László erdélyi református püspök, politikus[54]

### 1998
- Boross Péter, a Magyar Köztársaság volt miniszterelnöke[48]
- Surányi János matematikus
- Zsoldos Imre verbita misszionárius[55]

### 1993
- Antall József, a Magyar Köztársaság miniszterelnöke[56]
- Kéri Kálmán vezérezredes (katonai tagozat)[57]
- Kosáry Domokos Széchenyi-nagydíjas történész, a Magyar Tudományos Akadémia volt elnöke[58]

### 1991
- Göncz Árpád hivatalból.
- Varga Béla, a magyar Nemzetgyűlés volt elnöke[59]
- Wittner Mária 56-os halálraítélt[59]

## Diplomáciai tevékenység körében díjazottak

### 2022
- Wolfgang Schäuble, a Bundestag egykori elnöke, Németország egykori belügyminisztere, majd pénzügyminisztere, a CDU politikusa.

### 2011
- V. George Tupou tongai király[60]

### 2010
- Károly walesi herceg

### 2009
- Albrecht Freiherr von Boeselager, a Szuverén Máltai Lovagrend főispotályosa
- Jean-Pierre Mazery, a Szuverén Máltai Lovagrend nagykancellárja
- Jaap de Hoop Scheffer, az Észak-atlanti Szerződés Szervezete főtitkára[61]

### 2008
- Fülöp belga herceg
- Lőrinc belga herceg
- Asztrid belga hercegnő
- Yves Leterme, a Belga Királyság miniszterelnöke
- Herman Van Rompuy, a Belga Királyság Képviselőháza elnöke
- Armand De Decker, a Belga Királyság Szenátusa elnöke
- Karel De Gucht, a Belga Királyság külügyminisztere

### 2007
- May Papoulia, a görög köztársasági elnök felesége
- Lawrence Gonzi, a Máltai Köztársaság miniszterelnöke
- Vincent de Gaetano, a Máltai Köztársaság Legfelsőbb Bírósága elnöke
- Anton Tabone, a Máltai Köztársaság Képviselőháza elnöke
- Pedro Mejía spanyol kereskedelmi és turisztikai miniszter
- Felipe Carlos de Ayala, a Spanyol Királyi Ház katonai vezetője (katonai tagozat)

### 2006
- Wolfgang Schüssel, az Osztrák Köztársaság szövetségi kancellárja
- Norbert Lammert, a német Bundestag elnöke[62]

### 2005
- Asztúria hercege
- Asztúria hercegnője
- José Luis Rodríguez Zapatero, a spanyol kormány elnöke
- Mária Teresa Fernández de la Vega, a spanyol kormány első helyettes elnöke
- Pedro Solbes, a spanyol kormány második helyettes elnöke
- Miguel Angel Moratinos spanyol külügyi és együttműködési miniszter
- Elena Espinosa Mangana spanyol mezőgazdasági, halászati és élelmezési miniszter
- Manuel Marin, a spanyol Képviselőház elnöke
- Francisco Javier Rojo, a spanyol Szenátus elnöke
- Alberto Aza, a spanyol király Udvartartása főnöke

### 2004
- Christina Rau, Johannes Rau német államelnök felesége
- Colin Luther Powell, az Amerikai Egyesült Államok külügyminisztere
- Andreas Khol, az osztrák parlament elnöke

### 2003
- Wolfgang Thierse, a Német Szövetségi Parlament elnöke
- Lord George Robertson, az Észak-atlanti Szerződés Szervezete főtitkára
- Romano Prodi, az Európai Bizottság elnöke

### 2002
- Louis Michel, belga külügyminiszter
- Szonja norvég királyné
- Jan Petersen norvég külügyminiszter
- Joo Bosco Mota Amaral, a portugál parlament elnöke
- José Manuel Barroso, Portugália miniszterelnöke
- Adriana Muoz, a chilei Képviselőház elnöke

### 2001
- Raymond Forni, a francia Nemzetgyűlés elnöke
- Lionel Jospin, a Francia Köztársaság miniszterelnöke
- Christian Poncelet, a francia Szenátus elnöke
- Jerzy Buzek, a Lengyel Köztársaság miniszterelnöke
- I. Bartholomaiosz konstantinápolyi egyetemes pátriárka

### 2000
- Il Balí Fra Ludwig Hoffmann von Rumerstein, a Szuverén Máltai Lovagrend nagykommendátora

### 1999
- Nelson Mandela, a Dél-afrikai Köztársaság elnöke
- V. Harald, Norvégia királya
- Jorge Sampaio, a Portugál Köztársaság elnöke
- Valdas Adamkus, a Litván Köztársaság elnöke
- Thomas Klestil, az Osztrák Köztársaság szövetségi elnöke
- Mireya Elisa Moscoso Rodriguez, a Panamai Köztársaság elnöke
- Franz König bíboros, volt bécsi érsek

### 1998
- Javier Solana, a NATO főtitkára
- Alberto Fujimori, a Perui Köztársaság elnöke

### 1997
- Jacques Chirac, a Francia Köztársaság elnöke
- Fernando Henrique Cardoso, a Brazil Köztársaság elnöke
- Carlos Saul Menem, az Argentin Köztársaság elnöke
- Ernesto Zedillo Ponce de León, a Mexikói Egyesült Államok elnöke
- Heinz Fischer, az Osztrák Nemzeti Tanács elnöke
- Herbert Schambeck, az Osztrák Szövetségi Tanács elnöke
- Lennart Meri, az Észt Köztársaság elnöke
- Milan Kučan, a Szlovén Köztársaság elnöke

### 1996
- Kosztisz Sztefanopulosz, a Görög Köztársaság elnöke
- Franz Vranitzky, az Osztrák Köztársaság kancellárja
- XVI. Károly Gusztáv svéd király (katonai tagozat)
- Szilvia svéd királyné
- János, Luxemburg Nagyhercege
- Oscar Luigi Scalfaro, Olaszország köztársasági elnöke

### 1995
- Martti Ahtisaari, a Finn Köztársaság elnöke
- Ugo Mifsud-Bonnici, a Máltai Köztársaság elnöke
- Karsten D. Voigt, az Észak-Atlanti Közgyűlés elnöke
- Juan Carlos Wasmosy, a Paraguayi Köztársaság elnöke
- Richard von Weizsäcker, a Németországi Szövetségi Köztársaság volt elnöke
- John C. Whitehead, az AEA Investors Inc. elnöke

### 1994
- Jacques Delors, az Európai Közösségek Bizottsága elnöke
- Egon Alfred Klepsch, az Európai Parlament elnöke
- Mauno Koivisto, a Finn Köztársaság elnöke
- Ruud F. M. Lubbers, a Holland Királyság miniszterelnöke
- Miguel Angel Martinez, az Európa Tanács Parlamenti Közgyűlése elnöke
- Lech Wałęsa, a Lengyel Köztársaság elnöke
- János Károly, Spanyolország királya (katonai tagozat)
- Zsófia, Spanyolország királynéja

### 1993
- Mário Alberto Nobre Soares, a Portugál Köztársaság elnöke

### 1992
- Helmut Kohl, a Német Szövetségi Köztársaság kancellárja
- Roger Etchegaray, a Justitia et Pax elnöke
- Hans-Dietrich Genscher, a Németországi Szövetségi Köztársaság külügyminisztere
- Ilkka Suominen, a Finn Parlament elnöke

### 1991
- Őfelsége II. Erzsébet, Nagy-Britannia és Észak-Írország Egyesült Királyságának királynője